# ذا ليجند أوف زيلدا: توايلايت برينسس
ذا ليجند أوف زيلدا: توايلايت برينسس (باليابانية: ゼルダの伝説 トワイライトプリンセス، زيرودا نو دينسيتسو: توايرايتو بورينسيسو، أسطورة زيلدا: أميرة الشفق) هي لعبة أكشن-مغامرات تم إنتاجها ونشرها من قبل نينتندو على أنظمة جيم كيوب ووي. وهي اللعبة الثالثة عشرة في سلسلة أسطورة زيلدا. كان مقررا في الأصل إطلاقها على جيم كيوب في نوفمبر 2005، لكن نينتندو أجلت الأمر لتسمح للمطورين بصقل اللعبة، وإضافة المزيد من المحتوى، وإدخالها لنظام لوى. وقد صدر نسخة وي في أمريكا الشمالية في نوفمبر 2006، وفي اليابان وأوروبا وأستراليا في الشهر التالي. تم إصدار نسخة جيم كيوب في ديسمبر 2006.
وتركز القصة على بطل السلسلة لينك، الذي يحاول إنقاذ هيرول من أن يبتلعه بعد موازي يعرف باسم عالم الشفق. للقيام بذلك، فانه يأخذ أشكال كائنات الهيليان والذئاب، ويساعده مخلوق غامض يدعى ميدنا. وتدور اللعبة بعد حوالي 100 سنة من أحداث لعبة أكرينا الزمن وقناع ماجورا، في جدول زمني بديل من موقظة الرياح.
في وقت صدوره، واعتبر الشفق الأميرة أعظم لعبة في سلسلة زيلدا من قبل العديد من النقاد، بما في ذلك كاتبي موقع وموقع كمبيوتر أند فيديو غيمز، إلكترونك جيمينغ مونثلي، غيم إنفورمر، غيمز رادار، آي جي إن، واشنطن بوست. وحصل على العديد من جوائز لعبة العام، وكانت أكثر لعبة أشاد بها النقاد عام 2006. وفي عام 2011، تمت إعادة إصدار نسخة وى ضمن مختارات نينتندو. وأنتجت نسخة عالية الوضوح على وي يو، سيتم إطلاقها في مارس 2016.